# Mattentaart

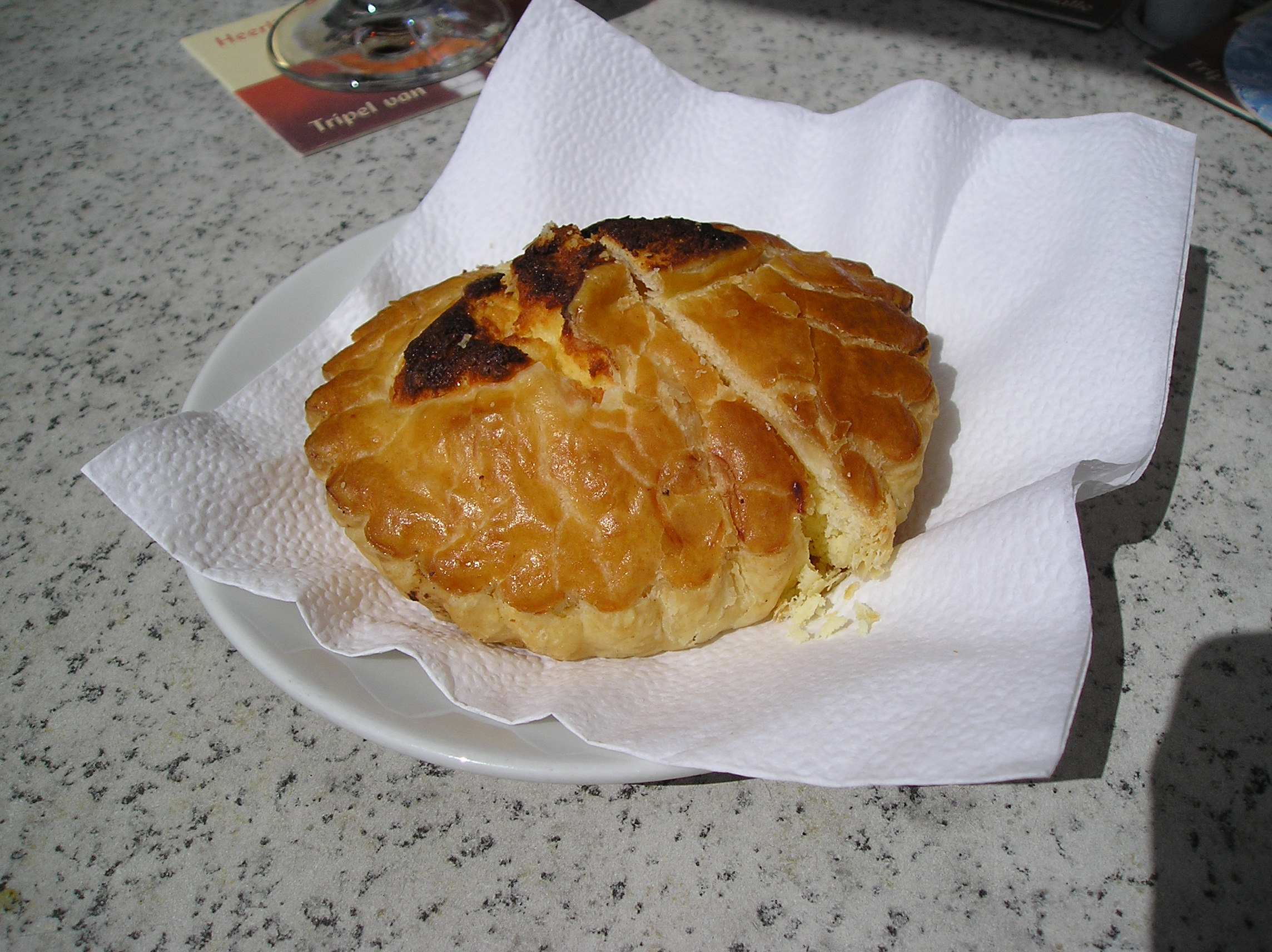
Bovenkant van een mattentaart

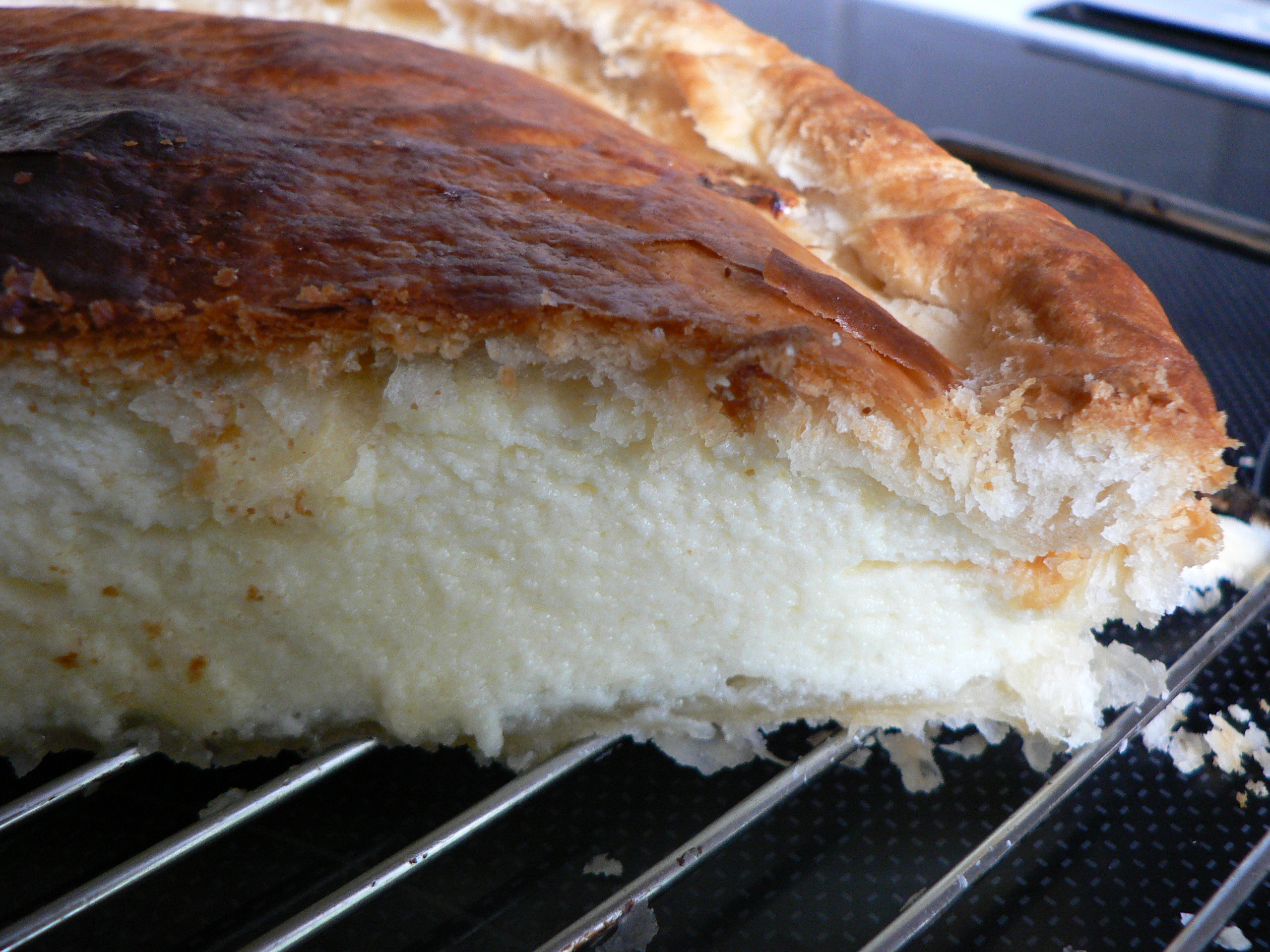
Doorsnede van een mattentaart

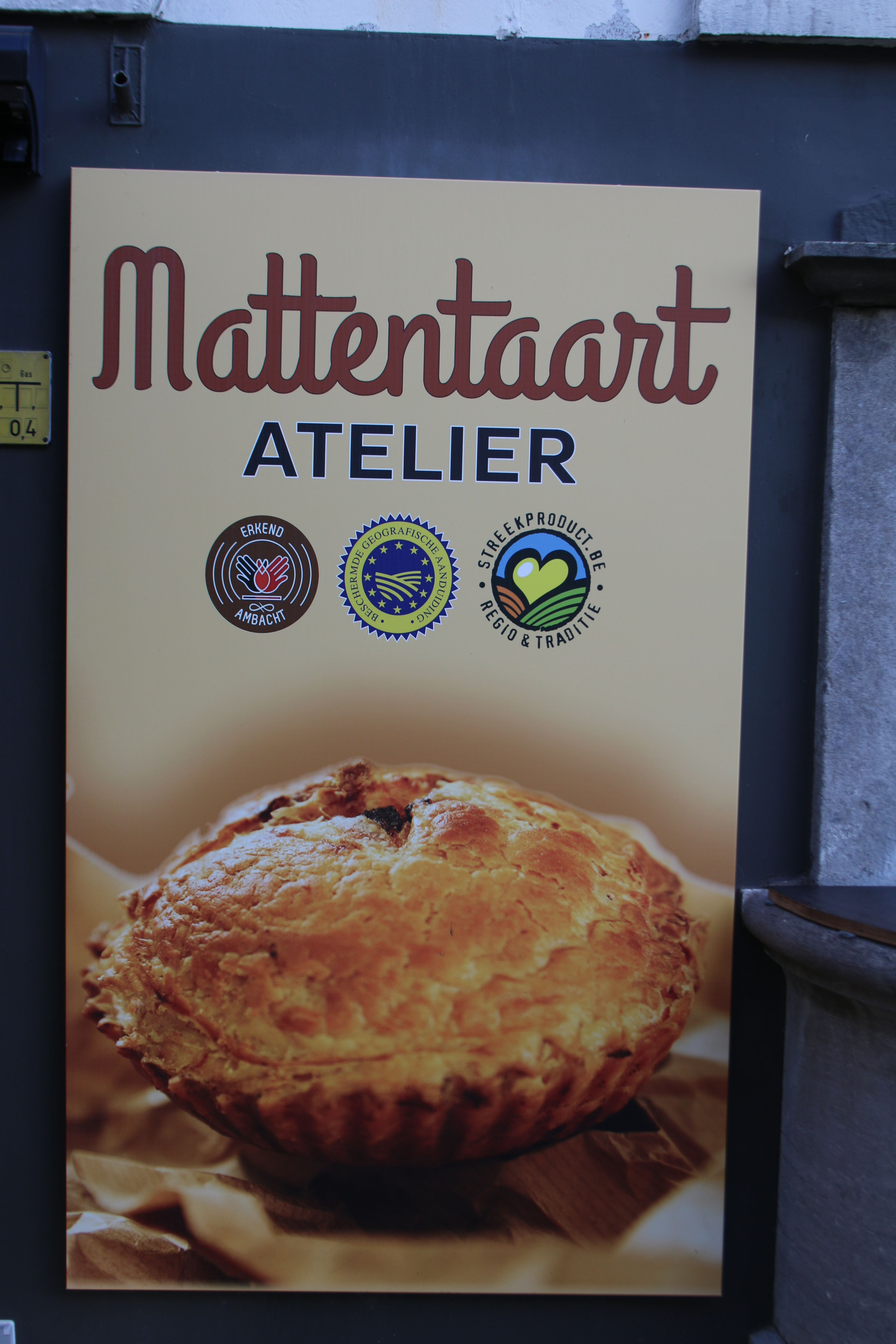
Beschermde geografische aanduiding

Een mattentaart is een gebak dat zijn oorsprong in Teralfene (Provincie Vlaams-Brabant) vindt, maar voornamelijk in de streek van Geraardsbergen (Provincie Oost-Vlaanderen, België) aangetroffen wordt. De Geraardsbergse mattentaart heeft sinds 2007 een door de Europese Unie geografisch beschermde status. De taartbodem en -bovenkant bestaan uit bladerdeeg met daar tussenin een mengsel van mat (bereid uit volle melk en karnemelk), eieren en amandelen. Door de luchtgaten in het bladerdeeg aan de bovenkant van de taart, komt een beetje matten.
Oorspronkelijk was de mattentaart, met als bakermat en voornaamste productiecentrum Geraardsbergen, vooral bekend in Aalst, Brussel, Lessen, Aat, Elzele, Ronse, Brakel, Gent en Charleroi. Later werd gebak over heel België geapprecieerd.

## Geschiedenis
Hoewel men over de oorsprong van de mattentaart weinig weet, is men er bijna zeker van dat de geschiedenis van de mattentaart teruggaat tot in de middeleeuwen. De ‘matten’ vindt men terug in oude dialecten in Duitsland, Frankrijk en Vlaanderen. Men gebruikte matten om sauzen van te maken, en nadien om taarten mee te bereiden. Met de benaming ‘matten’ bedoelt men geronnen of gestremde melk, het voornaamste bestanddeel van mattentaarten. De kwaliteit van de matten wordt bepaald door de kwaliteit van de melk. De bodemgewassen in de streek van Geraardsbergen-Lierde spelen dus indirect een rol bij de productie van de mattentaart. Door aan de matten eieren, suiker en amandelen toe te voegen verkrijgt men de vulling van de taarten.
Men kan aannemen dat de mattentaart, of de eeuwenoude voorganger ervan, aanvankelijk op de hoeve ontstond. Daar bestond van oudsher naast de traditie van de eigen brood- en banketbereiding de noodzaak een manier te zoeken om de gestremde melk te kunnen gebruiken. Het aanwenden van wrongel in gebak kende blijkbaar succes want Abbé Delcourt vermeldt in zijn 'Histoire de la tarte au Maton' dat de koks en pasteibakkers uit de Middeleeuwen veel geronnen melk gebruikten. De kasteelheren uit deze tijd dronken bij hun gastronomische eetmalen de beste wijnen en eindigden met de fijnste mattentaarten.
Het oudste bekende recept van de mattentaart werd door Thomas van der Noot in zijn 'Boeken van cokerijen' (1510) opgetekend. De populariteit van kaastaarten in de 16e eeuw blijkt onder meer uit het beroemde schilderij De Boerenbruiloft van Pieter Brueghel de Oude. De mattentaart, zoals we die vandaag kennen, was de lekkernij bij uitstek op kermissen in westelijk Brabant, noordelijk Henegouwen en de Denderstreek vanaf 18e - begin 19e eeuw. In hoofdzaak had het gebak toen reeds zijn karakteristieke ronde vorm, terwijl in Brabant ook de schietspoelvorm voorkwam (mattengozetten). 

## Beschermde status
De Geraardsbergse mattentaart heeft op 15 februari 2007 als eerste Vlaams streekproduct het label "beschermde geografische aanduiding" gekregen van de Europese Commissie. Het geografisch gebied omvat de fusiegemeenten Geraardsbergen en Lierde. De aanvraag werd gepubliceerd op 6 januari 2006. De verordening waarmee de beschermde status werd verkregen, verscheen op 16 februari 2007. Sinds 2023 zijn de matten(taart) uit Lierde en Geraardsbergen erkend als Vlaams streekproduct.
Geraardsbergen mag zichzelf "mattentaartenstad" noemen, terwijl het naburige Lierde de titel van "mattentaartengemeente" toegewezen heeft gekregen. De voorlaatste zondag van april is de Dag van de Geraardsbergse Mattentaart. Tijdens deze dag is er een kapittelzitting van de Broederschap van de Geraardsbergse Mattentaart, waar nieuwe leden opgenomen worden en er worden op de markt van Geraardsbergen doorlopend mattentaarten gebakken. Elk jaar gaat er ook een streekproductenmarkt door.